# Agelasta basimaculata
Agelasta basimaculata es una especie de escarabajo longicornio del género Agelasta, categorizada en la tribu Mesosini, de la subfamilia Lamiinae. Fue descrita por Heller en 1934.

## Descripción
Mide 16-18,5 mm de longitud.

## Distribución
Se distribuye por Asia: Filipinas.